# Cantin
Cantin är en kommun i departementet Nord i regionen Hauts-de-France i norra Frankrike. Kommunen ligger i kantonen Arleux som tillhör arrondissementet Douai. År 2022 hade Cantin 1 755 invånare.

## Befolkningsutveckling
Antalet invånare i kommunen Cantin
| Referens: INSEE |